# Fyrunga distrikt
Fyrunga distrikt är ett distrikt i Vara kommun och Västra Götalands län. 
Distriktet ligger öster om Vara. 

## Tidigare administrativ tillhörighet
Distriktet inrättades 2016 och utgörs av socknen Fyrunga i Vara kommun.
Området motsvarar den omfattning Fyrunga församling hade vid årsskiftet 1999/2000.